# Шериф
Шериф (енгл. Sheriff), титула државних званичника са различитим дужностима у Великој Британији, САД и неким арапским земљама.

## Историја

### Велика Британија
Титула и служба шерифа настала је у Англосаксонској Енглеској у раном средњем веку. Реч шериф (оригинално shire reeve, чита се шајр рив) изворно је значила окружни надзорник или управник. Шерифи су били краљевски службеници који су надзирали краљевска имања, убирали краљевске приходе и спроводили краљевске наредбе у округу. Установа шерифа преживела је норманско освајање Енглеске (1066) и временом се раширила на Велс, Ирску и Шкотску, као и америчке колоније, заједно са енглеским освајањима и колонизацијом. У Енглеској, Ирској и Велсу, шериф је био највиши службеник у грофовији (округу), док је у Шкотској шериф био највиши судија грофовије. Временом, шерифи су постали носиоци извршне власти у својим окрузима и спроводили су војну и судску власт на локалном нивоу. Са јачањем апсолутизма (16-17. век) власт шерифа, као краљевских намесника у округу, постепено је јачала, али се након победе Енглеске револуције (1649-1660) и увођења парламентарне монархије улога шерифа постепено свела на церемонијалну титулу.

### У САД
Установа шерифа као највиших службеника у округу пренета је у енглеске колоније у Америци око 1640. године. Након Америчке револуције (1781) власт шерифа битно је смањена, а њихова функција постала је изборна. У Сједињеним Америчким Државама, шериф је главни судски извршитељ у једној области (граду, општини или округу) изузев у државама Род Ајленд и Њу Хемпшир, које немају ову функцију. Шериф је изабрани службеник који командује локалном полицијом, чији се припадници у том случају називају помоћници шерифа (енгл. Sheriff's deputy). У већини места шерифи се бирају на непосредним изборима, док их у неким областима именује изабрано општинско, градско или окружно веће (енгл. Town council, city council, county council).

### У арапским земљама
Шериф (арап. Sarif, тур. $erif), у изворном значењу одличан, племенит, била је титула Мухамедових потомака и титула управника светог града Меке.